# Арсен Ђуровић
Арсен Ђуровић (Котор, 1959 — Београд, 22. април 2012) био је српски историчар. Бавио се историјом модерног српског и европског образовања, методиком наставе историје и архивистиком.

## Биографија
Арсен Ђуровић рођен је у Котору 1959. године. Дипломирао је историју на Филозофском факултету у Београду 1983. године. Магистрирао је 1999. године са темом „Модернизацијски изазови XX века у систему средњошколског образовања у Београду 1880—1903“. а докторирао је 2003. године са темом „Модернизација образовања у Краљевини Србији 1905—1914“. Асистент на предмету Методика наставе историје постао је 1999. године, а 2004. доцент за ужу научну област Општа историја новог века. Био је члан више стручних и научних удружења. Преминуо је у Београду 2012. године.